# Гладышев, Михаил Иванович
Михаил Иванович Гладышев (род. 28 июня 1959 года) — советский и российский гидробиолог, заместитель директора института биофизики СО РАН (1998—2018), член-корреспондент РАН (2019).

## Биография
Родился 28 июня 1959 года.
В 1981 году — окончил Красноярский государственный университет.
С 1982 по 1983 годы — служба в армии.
С 1981 года по настоящее время — работает в Институте биофизики СО РАН, где прошёл путь от лаборанта до заведующего лабораторией экспериментальной гидроэкологии (с 1994 года по настоящее время) и заместителя директора института (1998—2018).
В 1985 году — защитил кандидатскую диссертацию, тема: «Нейстон крупного континентального водоёма на примере водохранилищ реки Енисей».
В 1994 году — защитил докторскую диссертацию, тема: «Биофизика поверхностной плёнки водных экосистем».
С 1994 года — ведёт преподавательскую деятельность в должности профессора кафедры водных и наземных экосистем Сибирского федерального университета.
В 2018—2019 гг. — проректор по науке Сибирского Федерального университета.
В 2019 году — избран член-корреспондентом РАН.

## Научная деятельность
Специалист в области гидробиологии, экологической биофизики водных систем.
Автор 211 научных работ, из них 1 монографии, 1 учебного пособия и 2 авторских свидетельств (патентов).

## Из библиографии

### Книги
- Гладышев М.И. Основы экологической биофизики водных систем : Для межвуз. использования при подгот. студентов по специальности "Экология", "Природопользование", "Биология" / М. И. Гладышев; Отв. ред. А. Г. Дегерменджи; Рос. Акад. Наук. Сиб. отд-ние. Ин-т биофизики, М-во общ. и проф. образования Рос. Федерации. Краснояр. гос. техн. ун-т. - Новосибирск : Наука, 1999. - 109, [4] с. : ил., портр., табл.; 22 см.; ISBN 5-02-032240-7.
- Gladyshev M.I. Biophysics of the surface microlayer of aquatic ecosystems. London: IWA Publishing, 2002, 148 p. ISBN 9781900222174 (Print) ISBN 9781780403007 (eBook).

### Статьи
- Дегерменджи А. Г., Гладышев М. И. Природные воды, математическое моделирование // Вестник РАН. 1995. № 5. С.87-90.

## Награды
- Премия «Scopus Award Russia» (в составе группы, за 2012 год) — за выдающийся вклад в науку в области биологии[3]